# 香港醫學會
香港醫學會（英語：The Hong Kong Medical Association）是香港的组织，成立於1920年，當時稱為香港中華醫學會，並於1970年改名為香港醫學會。

## 外部連結
- 香港醫學會 （页面存档备份，存于）（官方网站）